# 萨塔万
萨塔万环礁（英文：Satawan Stoll），是位于太平洋莫特洛克群岛（Mortlock Islands）内一个环礁，地理上属于加罗林群岛的一部分，行政隶属于密克罗尼西亚联邦的楚克州管辖。第二次世界大战期间，日本曾经在萨塔万环礁上修建有机场。 
萨塔万环礁上有楚克州下辖的40个居民点中的其中4个： 
- 萨塔万（Satawan，位于环礁东侧）
- 塔 （Ta，位于环礁南侧）
- 库图（Kuttu，位于环礁西侧）
- 莫奇 （Moch，位于环礁北侧莫尔岛（More））

萨塔万环礁位于5°18′N 153°42′E / 5.30°N 153.70°E，总面积419平方公里（包括潟湖面积），但陆地面积仅有4.6平方公里。